# River of No Return
River of No Return (en Argentina, Almas perdidas; en España, Río sin retorno; en Venezuela, Almas rebeldes), es una película estadounidense de 1954 del género de western dirigida por Otto Preminger, con actuación de Robert Mitchum y Marilyn Monroe.

## Argumento
Una hermosa mujer que pretende zafarse de la influencia de un malvado jugador de póker, intenta unirse a un granjero viudo que viaja con su hijo, y que ha acudido al pueblo al llamado de un conocido que luego resulta que ya ha muerto cuando ellos llegan. Pero se verán obligados a huir en una balsa sorteando rápidos, perseguidos por los indios.

## Reparto
| Actor          | Personaje    |
| -------------- | ------------ |
| Robert Mitchum | Matt Calder  |
| Marilyn Monroe | Kay          |
| Rory Calhoun   | Harry Weston |
| Tommy Rettig   | Mark Calder  |

## Producción

### Preproducción
La película es particularmente notable por su ritmo rápido, en el cual influyó la edición de Louis R. Loeffler, con muchos cortes rápidos entre escenas. Mitchum y Monroe actuaron sin doble en gran parte de las escenas de riesgo del rodaje, lo que llevó a que Marilyn se dislocara el tobillo. La película se rodó en los parques nacionales de Banff y Jasper, de Alberta (Canadá).
Preminger y Monroe tuvieron que trabajar en esta película contra su voluntad, por obligaciones de contrato. Ambos expresaron su frustración con el guion, que consideraban superficial. Sin embargo, la película, que tuvo un notable éxito, es un popular western clásico.